# Moineau de Socotra
Passer insularis
Espèce
Statut de conservation UICN

 LC  : Préoccupation mineure
Le Moineau de Socotra (Passer insularis) est une espèce d'oiseaux de la famille des Passeridae.

## Répartition
Cet oiseau est endémique de l'archipel de Socotra dans l'océan Indien : Socotra, Samhah et Darsah.